# Ezio Gamba
Ezio Gamba (* 2. prosince 1958 Brescia, Itálie) je bývalý italský zápasník–judista, olympijský vítěz z roku 1980.

## Sportovní kariéra
S judem začínal v rodné Brescii pod vedením Maria Bernardiniho. Jeho osobním trenérem byl celou jeho sportovní kariéru Franco Capelletti. Od roku 1975 se připravoval v Římě v armádním sportovním centru vedeném Augusto Ceracchinim. Vrcholovou judistickou přípravu podstupoval v klubu Fiamma Yamato pod vedením japonského senseie Masami Macušity. V italské seniorské reprezentaci se objevoval od roku 1975 v lehké váze do 71 (70) kg. V roce 1976 startoval jako osmnáctiletý na olympijských hrách v Montreálu a vypadl ve čtvrtfinále s Jihokorejcem I Čang-sonenm. Mezi seniory se začal výrazně prosazovat od roku 1979. V roce 1980 italské armádní velení zrušilo z politických důvodů přípravu italského judistického týmu pro start na olympijských hrách v Moskvě, proto opustil armádní tréninkové centrum a připravoval se individuálně s reprezentací San Marina. Na olympijských hrách v Moskvě předvedl výborný taktický výkon, ve finále porazil na praporky (hantei) Brita Neila Adamse a získal zlatou olympijskou medaili. V roce 1984 startoval jako jeden z favoritů na olympijských hrách v Los Angeles. Turnajem se probojoval svojí osobní technikou juji-gatame do finále, ve kterém však nenašel recept na takticky lépe připraveného Jihokorejce An Pjong-kuna a získal stříbrnou olympijskou medaili. V roce 1988 po sérii zranění startoval na olympijských hrách v Soulu a vypadl ve druhém kole se Španělem Joaquínem Ruizem. Vzápětí ukončil sportovní kariéru.
Po skončení sportovní kariéry pracoval jako sportovní funkcionář a trenér. Jeho nejznámějším žákem byl Giuseppe Maddaloni. Po olympijských hrách v Pekingu v roce 2008 přijal nabídku vést ruskou judistou reprezentaci. V roce 2012 a 2016 vybojovali ruští judisté pod jeho vedením celkem pět zlatých olympijských medailí.
Ezio Gamba byl levoruký judista, velmi silný v boji o úchop a výborný v boji na zemi. Jeho vítěznou technikou byla nasazovaná páka juji-gatame.

## Výsledky
| Turnaj             | 1975 | 1976       | 1977       | 1978       | 1979       | 1980       | 1981       | 1982       | 1983       | 1984       | 1985       | 1986       | 1987       | 1988       |
| Turnaj             | 17   | 18         | 19         | 20         | 21         | 22         | 23         | 24         | 25         | 26         | 27         | 28         | 29         | 30         |
| Turnaj             |      | lehká váha | lehká váha | lehká váha | lehká váha | lehká váha | lehká váha | lehká váha | lehká váha | lehká váha | lehká váha | lehká váha | lehká váha | lehká váha |
| ------------------ | ---- | ---------- | ---------- | ---------- | ---------- | ---------- | ---------- | ---------- | ---------- | ---------- | ---------- | ---------- | ---------- | ---------- |
| Olympijské hry     |      | úč.        |            |            |            | 1.         |            |            |            | 2.         |            |            |            | úč.        |
| Mistrovství světa  | úč.  |            |            |            | 2.         |            | —          |            | 2.         |            | 7.         |            | —          |            |
| Mistrovství Evropy | ?    | ?          | ?          | ?          | 2.         | ?          | ?          | 1.         | 2.         | —          | —          | 3.         | ?          | —          |